# Studentpalatset

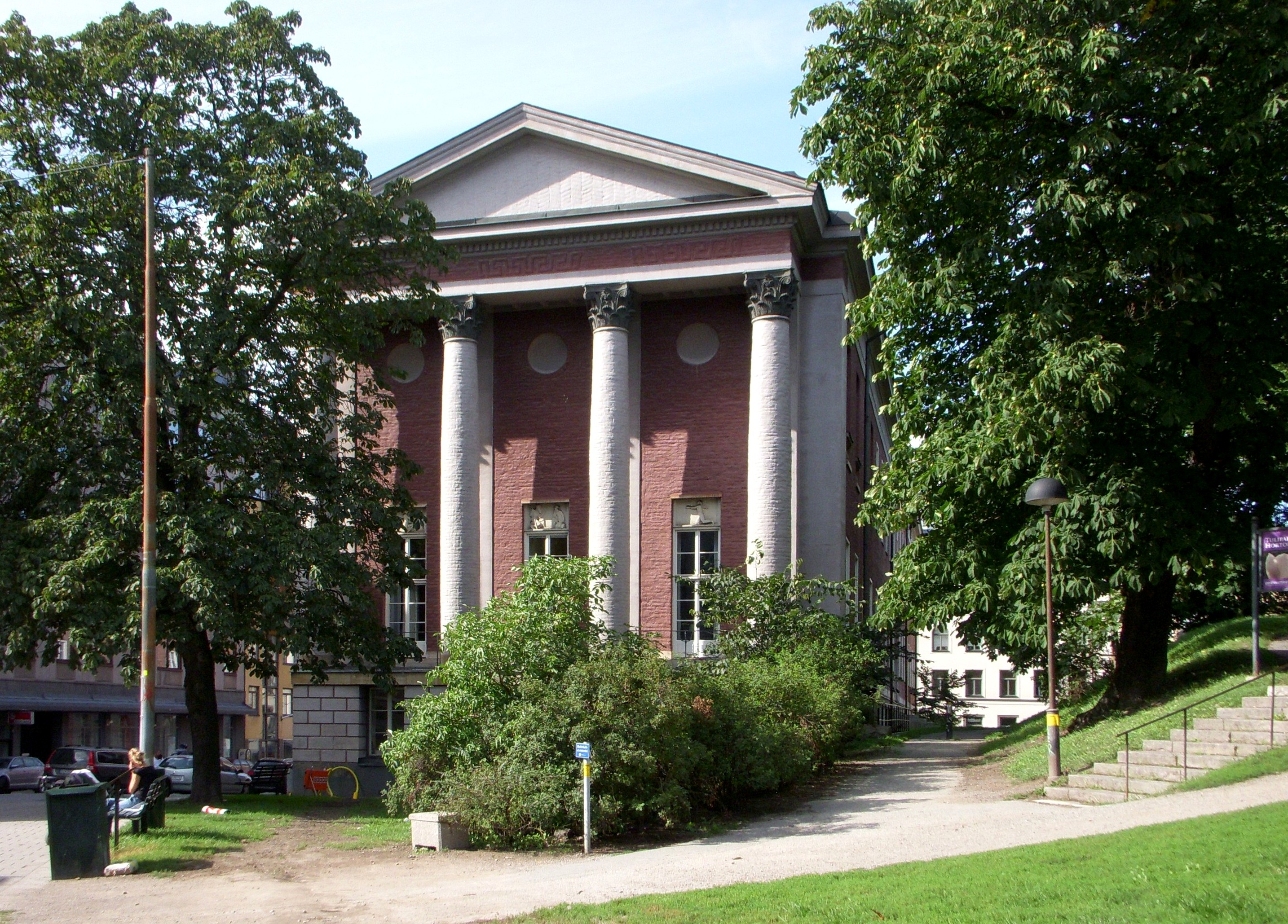
Studentpalatset, gavelfasad

Studentpalatset är en byggnad vid Norrtullsgatan 2 intill Observatoriekullen i centrala Stockholm. Den restes på 1920-talet för Stockholms högskolas (föregångare till Stockholms universitet) juridiska och humanistiska fakulteter men innehas sedan 2022 av Handelshögskolan i Stockholm. Studentpalatsets kvartersbeteckning är Bergsmannen Större 8 och byggnaden är sedan 1995 statligt byggnadsminne.

## Byggnad och arkitektur
Huset ritades av arkitekt Erik Lallerstedt och uppfördes åren 1925-1927 i nordisk klassicism. Uppdragsgivare var dåvarande Stockholms högskola (sedan år 1960 Stockholms universitet). Husets fasad har en hög rusticerande sockel, ytan däröver är avfärgad med röd slamfärg så att tegelstrukturen fortfarande är synlig. Gaveln är försedd med fyra höga, vitslammade kolonner med korintiska kapitäl.
Entréns tre portar flankeras av fyra kolonner med skulpturer, utförda av Ivar Johnsson, som visar huvuden av fyra framstående personer från antikens Grekland. Dessa är från söder till norr: Sokrates, Platon, Aristoteles och Sofokles. Interiörerna utmärker sig av stuck och marmor med många klassicerande detaljer.

### Byster vid entrén

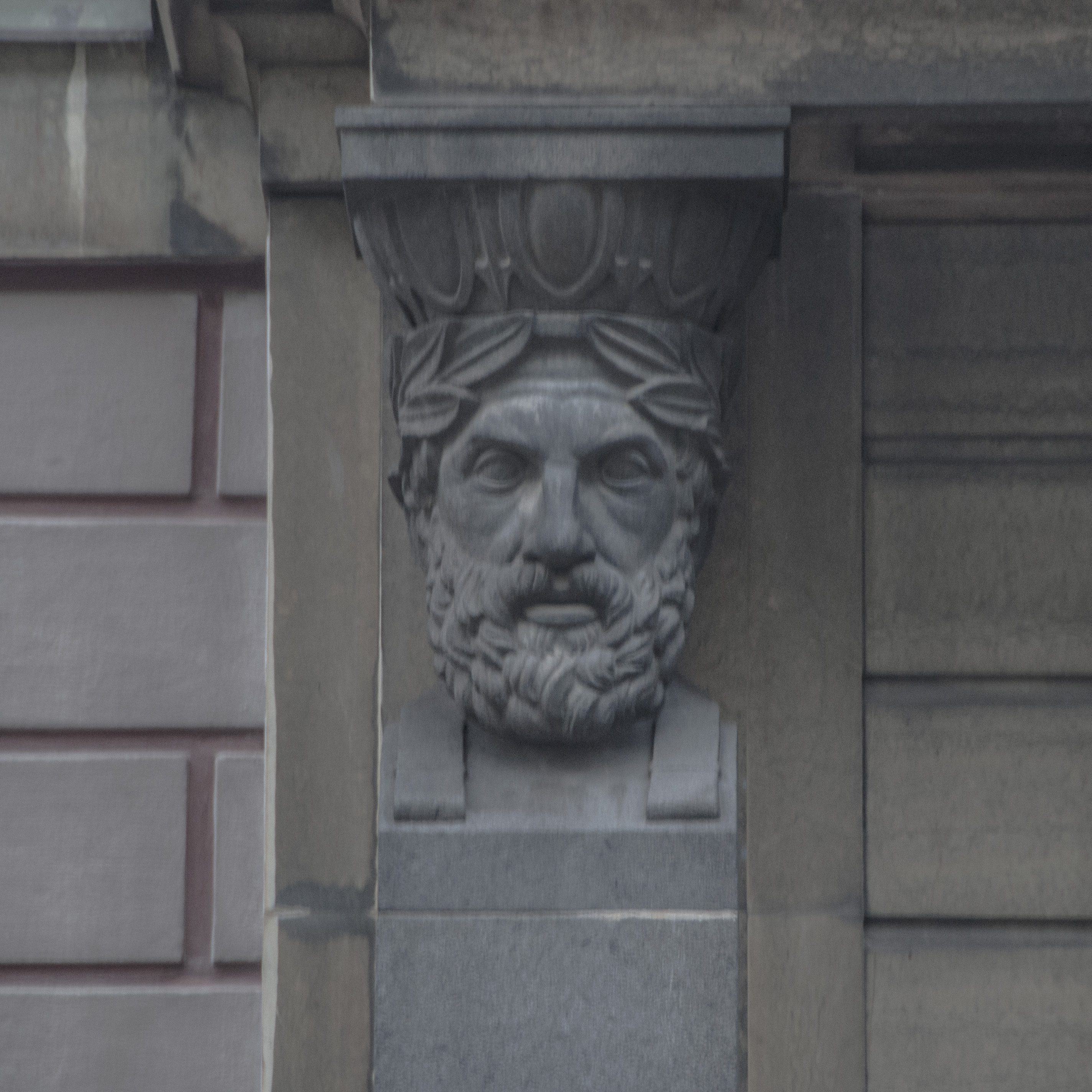
Sofokles
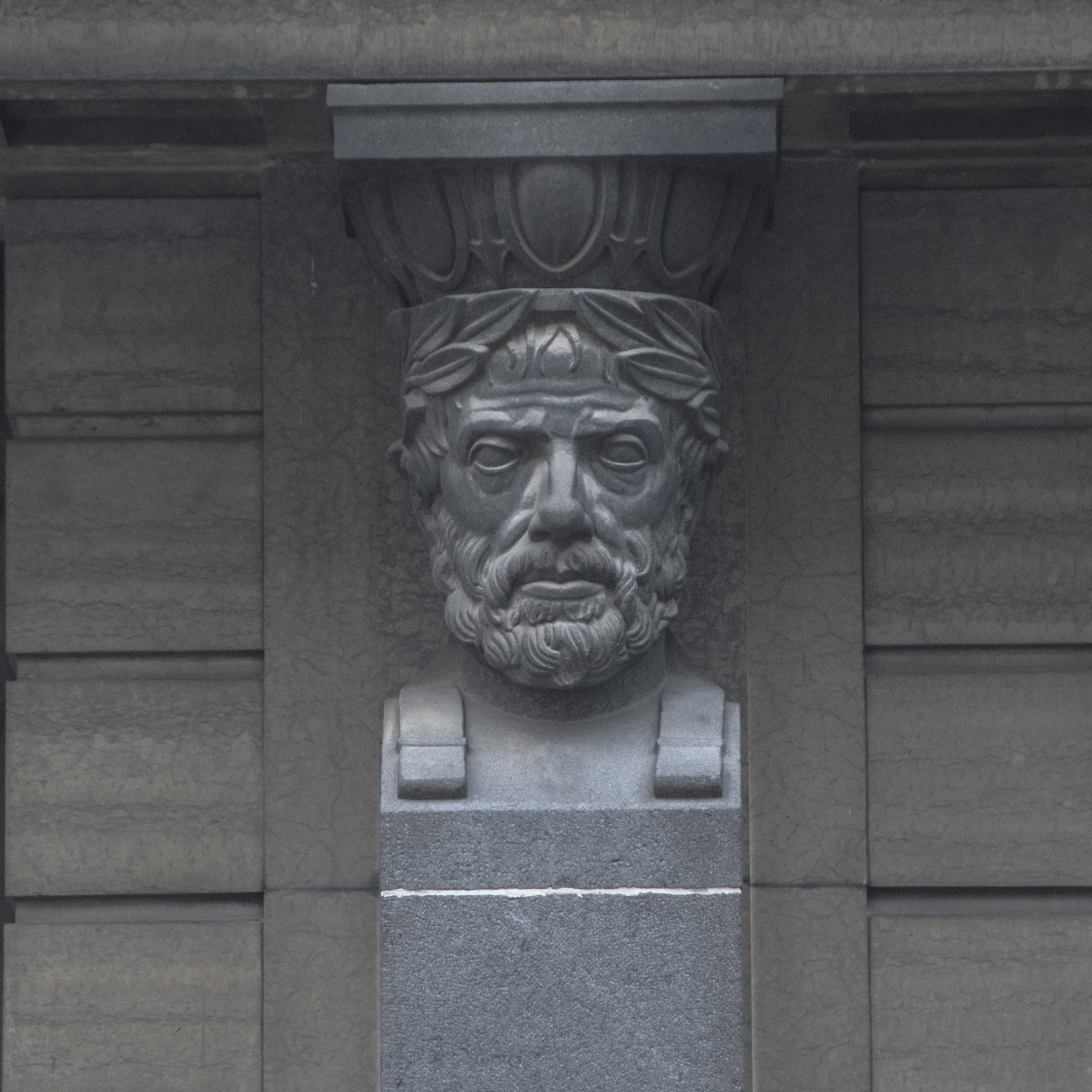
Aristoteles
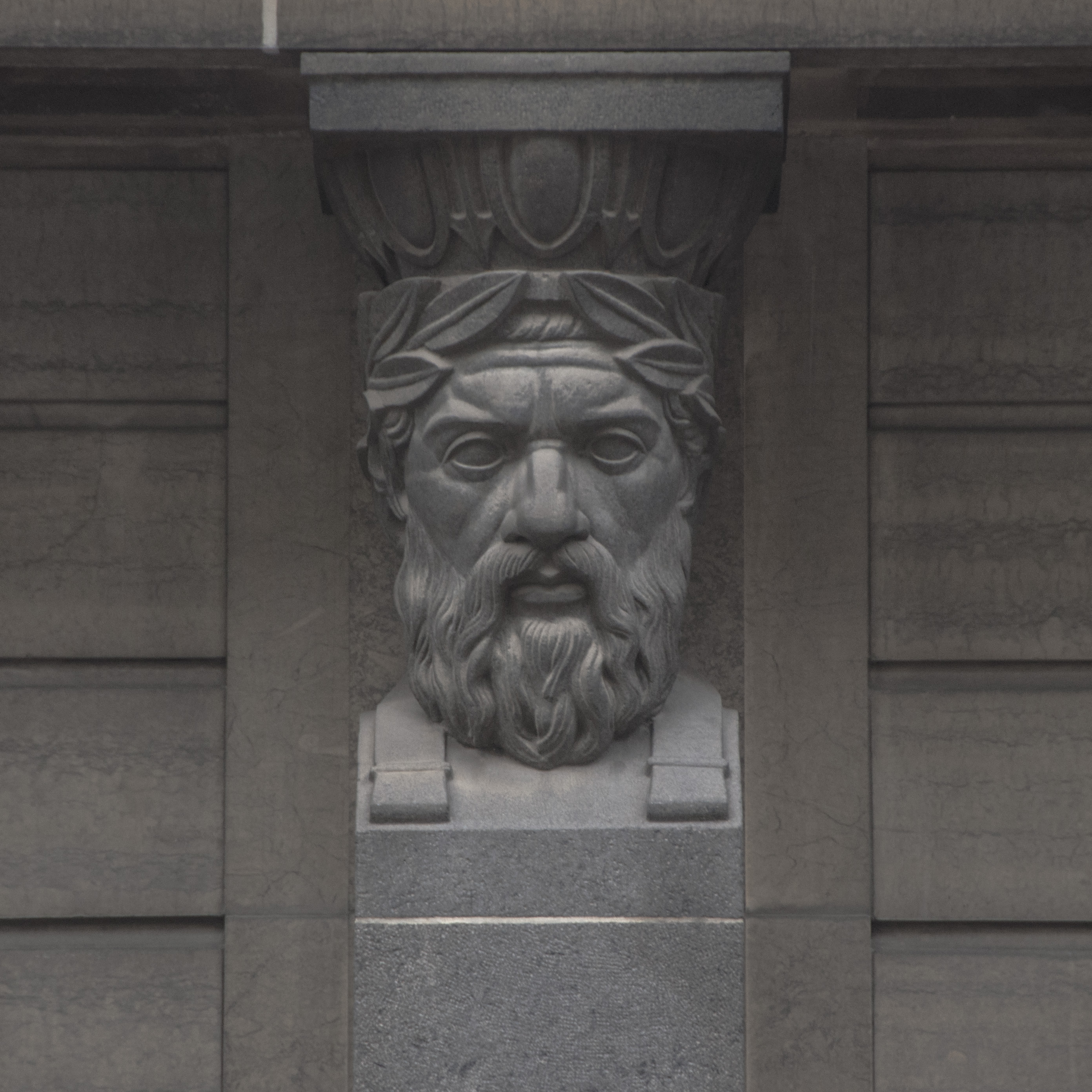
Platon
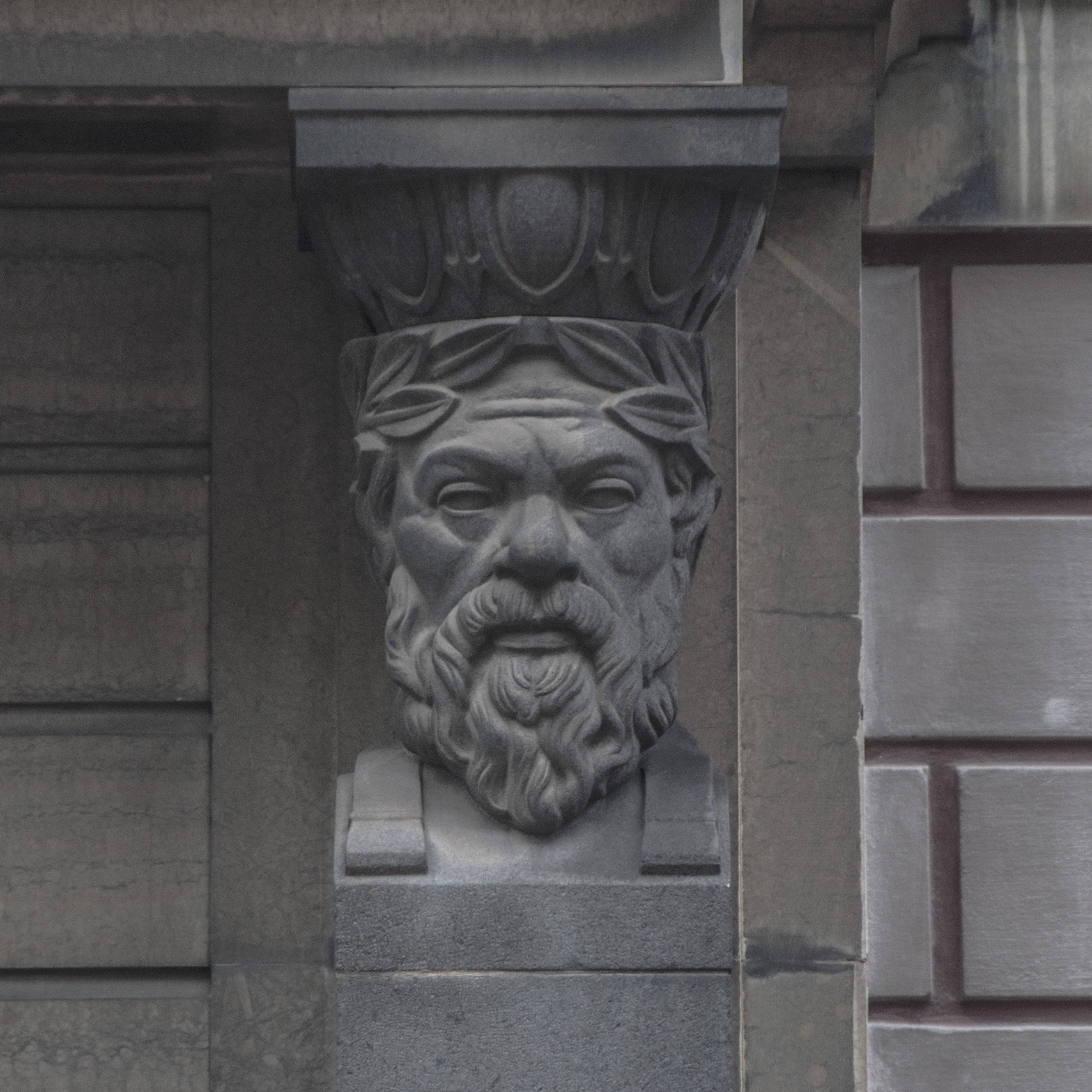
Sokrates

## Verksamhet

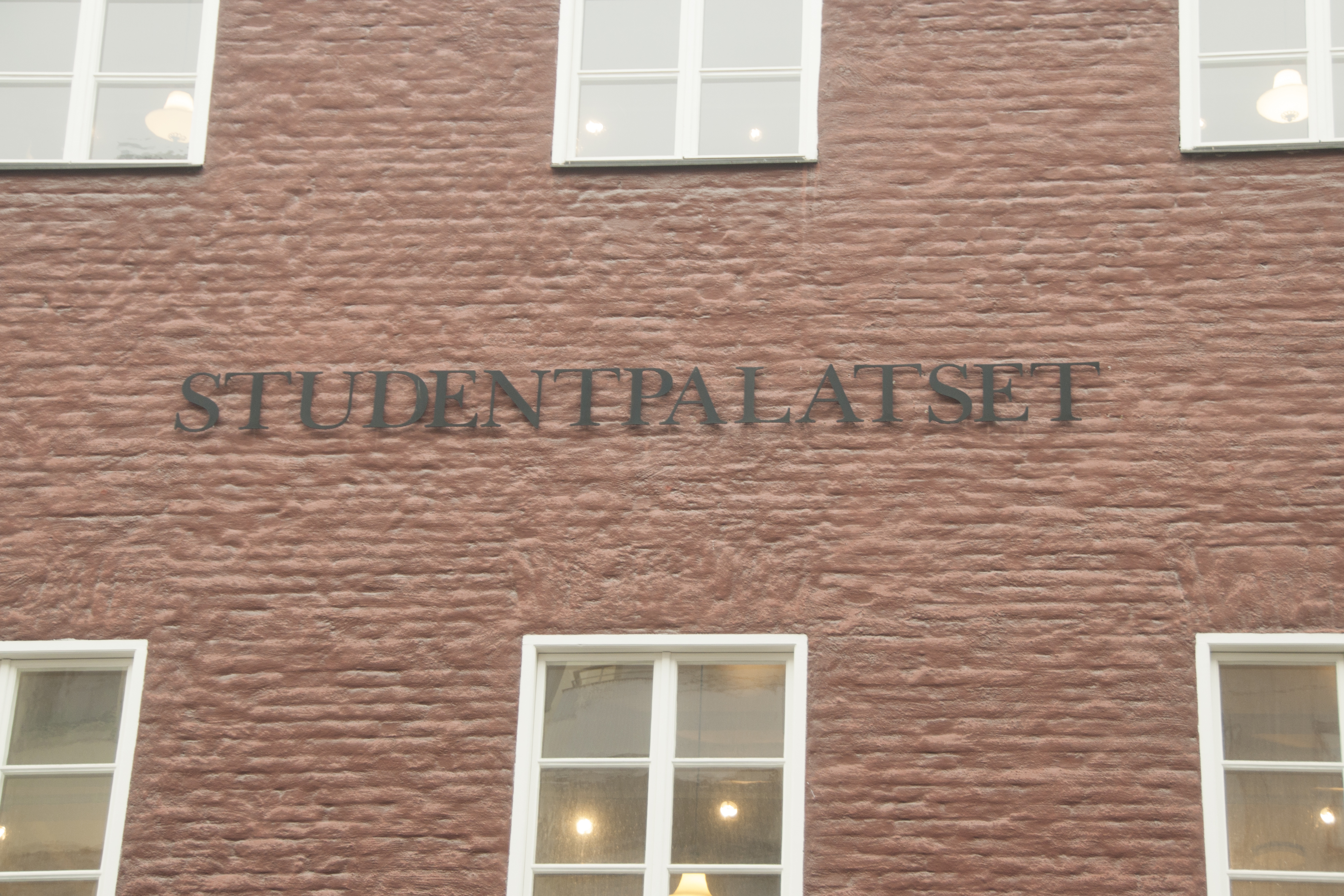
Studentpalatset

Huset planerades för att inhysa högskolans juridiska och den humanistiska fakultet, och kallades för Juridicum. Anläggningen har på senare år härbärgerat flera olika institutioner. Den sista universitetsinstitutionen som huserade i fastigheten var Kulturgeografiska institutionen, som lämnade huset 1997. 1998 invigdes Studentpalatset som en mötes- och studieplats efter ett initiativ från Stockholms universitet. Studentpalatset hade läsplatser för studenter vid Stockholms universitet, Kungliga Tekniska Högskolan, Karolinska institutet, Södertörns högskola och Handelshögskolan i Stockholm. Förutom de 290 platserna i tysta läsesalar fanns också 18 grupprum samt ett antal fria läsplatser och  en mindre caféverksamhet i anslutning till vaktmästeriet. Verksamheten på Studentpalatset bedrevs av Stockholms Studentkårers Centralorganisations dotterbolag, Studentpalatset AB (tidigare SSCO Service AB), på uppdrag av de ovan nämnda högskolorna. I Studentpalatset fanns också Stockholms Studentkårers Centralorganisations kansli beläget.
I december 2020 meddelade Stockholms universitet att Studentpalatsets verksamhet skulle upphöra sommaren 2021 eftersom fler studieplatser finns tillgängliga på Albano.
Studentpalatset stängdes fredagen den 4 juni 2021 och den 16 februari 2022 aviserade Handelshögskolan i Stockholm att de förvärvat fastigheten med tillträdesdatum 1 april.